# Mammillaria surculosa
Mammillaria surculosa är en kaktusväxtart som beskrevs av Boed. Mammillaria surculosa ingår i släktet Mammillaria och familjen kaktusväxter. Inga underarter finns listade i Catalogue of Life.

## Bildgalleri

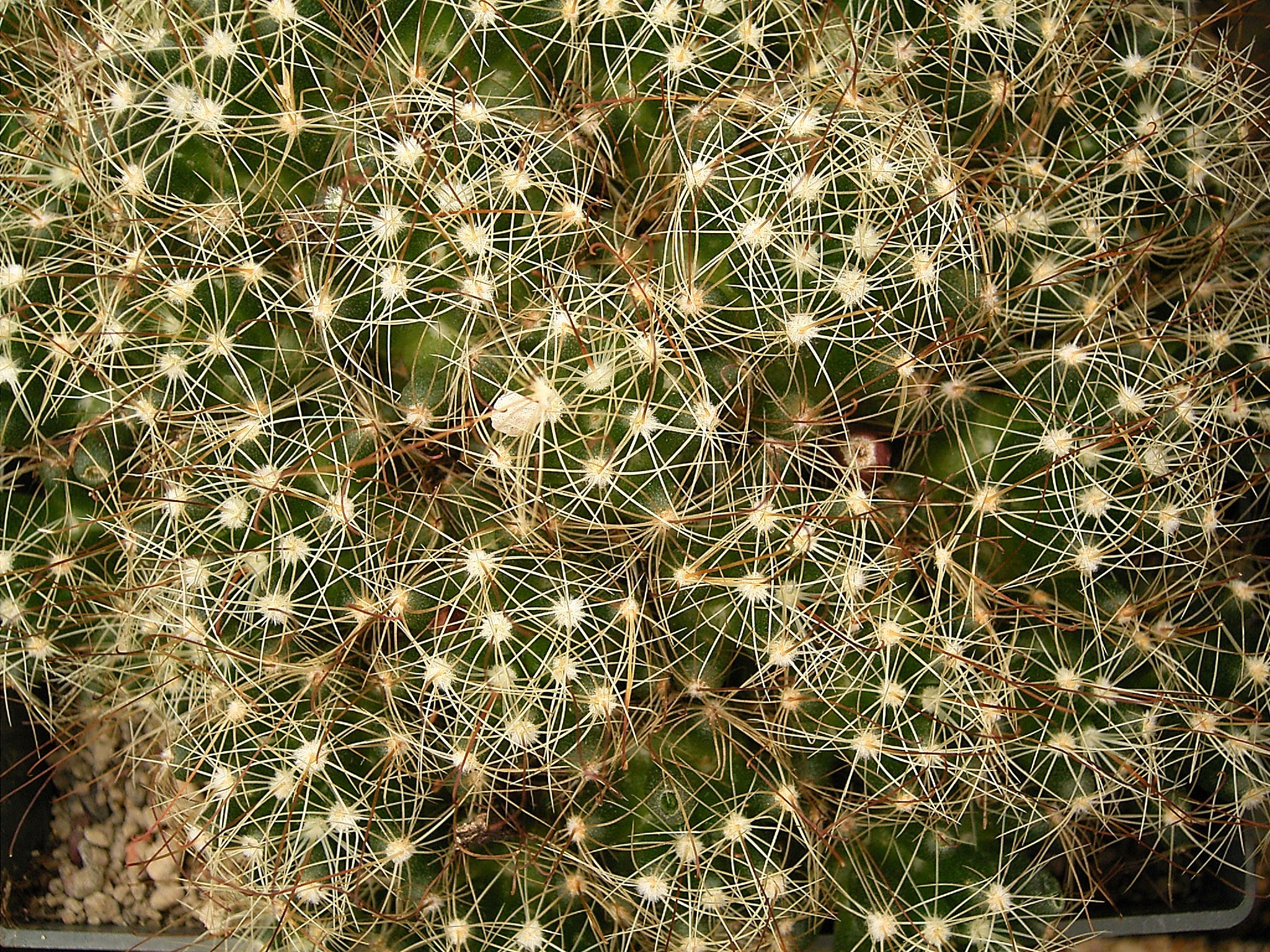
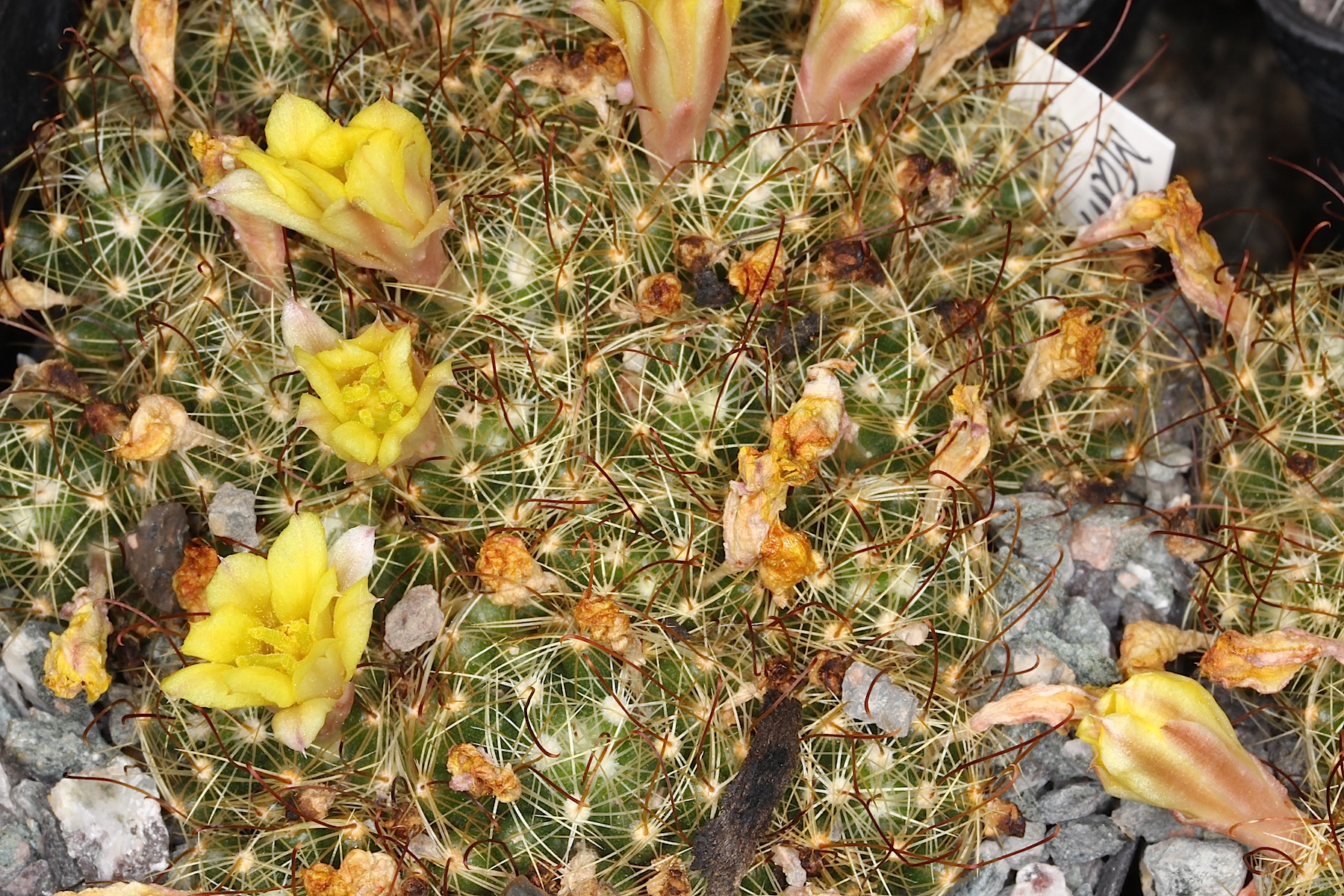
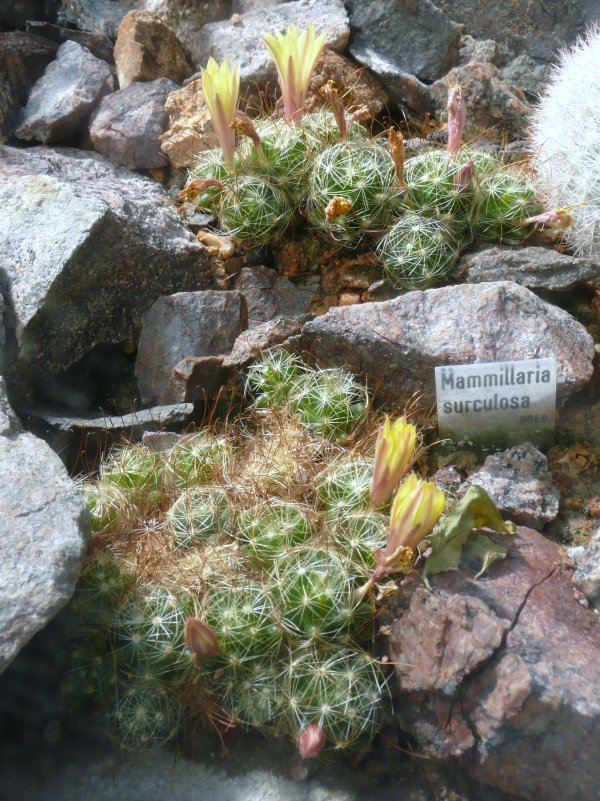
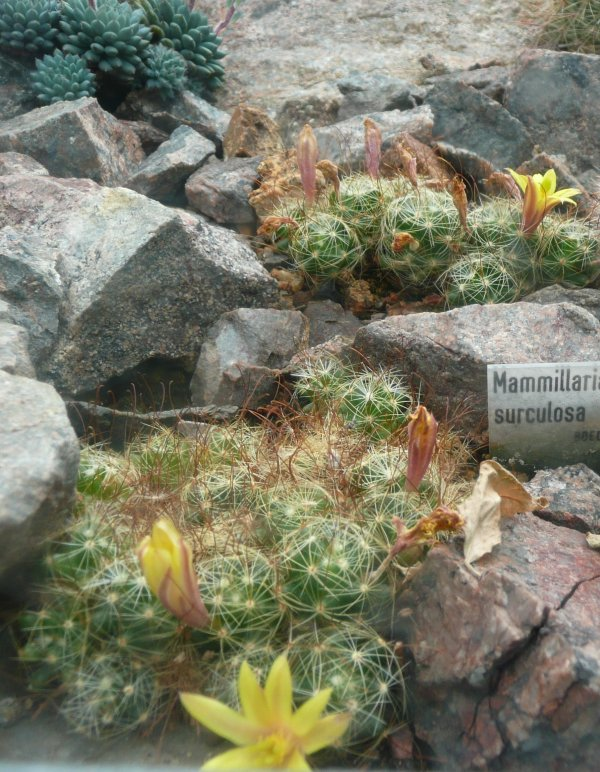